# Preußische P 2
In die Gattung P 2 der Preußischen Staatseisenbahnen wurden Personenzuglokomotiven verschiedener Bauart eingeordnet. Es handelte sich um 294 Lokomotiven mit der Achsformel 1B, 24 mit der Achsformel B1 und zwei mit der Achsformel 2'B. Von den Lokomotiven mit der Achsformel 1B stammten 88 von den Vorgängerbahnen der Preußischen Staatseisenbahnen und entsprachen nicht den preußischen Normalien, 24 entsprachen der Ruhr-Sieg-Type (siehe Preußische P 1) und 182 der Normalbauart der P 2. Die Lokomotiven mit der Achsformel B1 entsprachen der G 2.

## P 2 (ältere Normalbauart)
Von der P 2 der Normalbauart waren in den Jahren 1877–1885 insgesamt 242 Lokomotiven an die Preußischen Staatseisenbahnen sowie deren Vorgängerbahnen geliefert worden. Anfangs waren die Lokomotiven für den Verkehr auf der sogenannten Kanonenbahn Berlin–Wetzlar (–Metz) vorgesehen, später wurden sie auch auf anderen Strecken im Schnellzug- und Personenzugdienst eingesetzt. Bei der Umzeichnung im Jahr 1906 wurden 17 Stück der Gattung P 1, 182 der Gattung P 2 und sieben der Gattung P 3 zugeordnet, die restlichen waren bis dahin schon ausgemustert. Auch die Königlich Preussische Militär-Eisenbahn besaß eine P 2. Obwohl sie sehr zuverlässig waren, wurden alle Maschinen bis zum Ersten Weltkrieg ausgemustert.
Für die Neustrelitz-Warnemünder Eisenbahn und die Großherzoglich Mecklenburgische Friedrich-Franz-Eisenbahn wurden ähnliche Lokomotiven beschafft die in die Gattung V (später P 2) eingeordnet wurden. Die Lübeck-Büchener Eisenbahn hatte neun P 2 in ihrem Bestand, die aber etwas kleiner und schwächer waren als die preußischen.
Die Fahrzeuge waren mit einem Cramptonkessel, rückstellbarem Führungsgestell, Innensteuerung nach Musterblatt 15 (158 Stück) oder Außensteuerung nach Musterblatt 16 (84 Stück) ausgestattet. Sie  waren mit einem Schlepptender der Bauart 3 T 10,5 ausgestattet.

## P 2 der Rheinischen Eisenbahn
Für den Verkehr auf der kurvenreichen Strecke Köln–Euskirchen–Trier beschaffte die Rheinische Eisenbahn-Gesellschaft für den Einsatz im Schnellzug- und Personenzugdienst sieben Lokomotiven mit der Achsformel 2'B, die auch die ersten Lokomotiven dieser Bauart in Preußen waren. Durch das bewegliche vordere Drehgestell war der Verschleiß der Spurkränze nicht so stark wie bei den Lokomotiven mit starrer Laufachse. Den ersten sieben, 1879 von Vulcan beschafften Lokomotiven folgten 1886 weitere fünf von Hanomag an die Direktion Cöln linksrheinisch gelieferte Lokomotiven gleicher Bauart. Diese Lokomotiven wurden später an die Direktion Saarbrücken abgegeben. Zwei davon erhielten noch die neue Bezeichnung P 2 Saarbrücken 1567 und 1568, wurden aber bis 1906 ausgemustert.